# Jacques Rhétoré
Jacques Rhétoré est un dominicain français, né à La Charité-sur-Loire le 21 avril 1841, mort à Mossoul le 12 mars 1921. Ayant passé une grande partie de sa vie au Proche-Orient, il était spécialiste des langues araméennes, et notamment du soureth, et fut d'autre part témoin de massacres de chrétiens dans l'Empire ottoman pendant la Première Guerre mondiale.

## Biographie
Fils d'un sabotier, il entre comme séminariste chez les sulpiciens à l'âge de dix-huit ans. 

### Prêtre dominicain
Dominicain à partir de 1861, ordonné prêtre en 1866, maître des novices, puis prieur, il rejoignit la mission de Mossoul en 1874 (il y arriva le 12 septembre). Il fut envoyé dans le village de Mar-Yaqo, dont les habitants appartenaient en majorité à l'Église catholique chaldéenne, et où les dominicains avaient ouvert une école. Il étudia alors, non seulement le syriaque, mais le dialecte araméen parlé dans la région, appelé le soureth. En juillet 1881, il alla plus au nord fonder la mission de Van dans ce qui était alors l'Arménie. Il s'y initia aux langues arménienne et turque.
En 1893, il fut appelé à l'École biblique de Jérusalem par le Père Marie-Joseph Lagrange, pour y enseigner les langues orientales. De retour à Van en 1897, il y poursuivit son activité missionnaire jusqu'en 1908, date à laquelle il s'installa à Achitha, un village situé à 2 000 mètres d'altitude dans la province de Hakkari, bastion traditionnel de l'Église nestorienne. Peu avant le début de la guerre, en 1914, une grave maladie le fit rapatrier au couvent de Mar Yaqo.
Quand la guerre éclata, il fut évacué à Mossoul. Après l'entrée en guerre de l'Empire ottoman aux côtés de l'Allemagne (1er novembre), lui et deux de ses confrères, les Pères Marie-Dominique Berré et Hyacinthe Simon, furent pris en otages par les soldats turcs et conduits à Mardin, où ils arrivèrent le 26 décembre. Il y jouirent de la bienveillance d'Hilmi Bey, le moutassarif (préfet) de la ville, et de l'hospitalité d'Ignace Tappouni, évêque de la ville pour l'Église catholique syriaque. Ils restèrent deux ans à Mardin, jusqu'à une nouvelle déportation vers Konya le 18 novembre 1916. Le Père Simon, atteint de la typhoïde, fut laissé à Alep pour y recevoir des soins, tandis que ses deux confrères arrivaient à Konya en décembre.
À la fin de la guerre, le Père Rhétoré fit un séjour au couvent de Galata (Constantinople), où il prépara son retour à Mossoul. Il quitta Constantinople le 29 novembre 1919 et arriva à Mossoul le 1er février 1920. Il y mourut un an plus tard, et sa tombe se trouve dans la mission dominicaine de la ville, près de celle du Père Hyacinthe Simon († 27 juillet 1922).

### Témoin de la tragédie des chrétiens de l'Empire ottoman
C'est pendant les deux ans qu'il passa à Mardin que le Père Rhétoré fut témoin des arrestations, déportations et massacres dont furent victimes les chrétiens d'Anatolie orientale. Il observa, nota et analysa les faits dramatiques qui se produisaient dans la ville et toute la région environnante. Son texte manuscrit (conservé dans la bibliothèque dominicaine du Saulchoir) a été publié en traduction italienne en 2000 par Marco Impagliazzo (sous le titre Una finestra sul massacro : documenti inediti sulla strage degli Armeni (1915-1916), Éditions Angelo Guerini, Milan), et en français en 2005 sous le titre Les chrétiens aux bêtes.
Outre ses études sur le soureth, le Père Rhétoré a composé des cantiques et des fables dans cette langue sous le nom de « Jacques l'Étranger ».

## Éditions de textes
- Jacques Rhétoré, Les chrétiens aux bêtes. Souvenirs de la guerre sainte proclamée par les Turcs contre les chrétiens en 1915 (préface de Jean-Pierre Péroncel-Hugoz, texte présenté par Joseph Alichoran), Paris, Éditions du Cerf, 2005.
- Jacques Rhétoré, La versification en soureth (araméen contemporain), édité par Bruno Poizat, Corpus Scriptorum Christianorum Orientalium, Subsidia 131, Louvain, Peeters, 2013.
- Jacques Rhétoré, Grammaire de la langue soureth ou chaldéen vulgaire, selon le dialecte de la plaine de Mossoul et des pays adjacents, Mossoul, Imprimerie des dominicains, 1912.
- Jacques Rhétoré, Cantiques et poésies diverses sur des sujets religieux en langue soureth, Mossoul, Imprimerie des dominicains, 1914.